# Батырев, Амир Ренатович
Амир Ренатович Батырев (род. 11 марта 2002, Торонто) — российский и канадский футболист, полузащитник клуба «Сочи».

## Биография

### Ранние годы
Родился 11 марта 2002 года в Торонто, куда его семья переехала из Калмыкии. В школе увлекался многими видами спорта, но предпочтение отдавал футболу. В 12 лет был зачислен в академию клуба «Торонто». В 15-летнем возрасте приезжал на просмотр в португальский «Эшторил-Прая» и московские ЦСКА, «Локомотив» и «Спартак». Последние два клуба были готовы взять игрока, но родители не захотели оставлять Батырева одного в России. Вернувшись в Канаду, перешёл из «Торонто» в «Ванкувер Уайткэпс», где пересекался с Алфонсо Дейвисом.

### Клубная карьера
В 2020 году спорт в Канаде встал на паузу в связи с распространением COVID-19 и отец начал искать Батыреву клуб в России, отправляя нарезки его матчей. Игроком заинтересовался клуб второй лиги «Тверь», с которым по итогам просмотра он и заключил контракт в сентябре 2021 года. Дебют игрока в новой команде пришлось отложить из-за появившейся боли в колене. Дебютировал во второй лиге 31 октября того же года, выйдя на замену на 83-й минуте в игре с петербургской «Звездой», а всего в сезоне 2021/22 сыграл в лиге 10 матчей и забил 2 гола.
Летом 2022 года перешёл в клуб РПЛ «Сочи». В его составе дебютировал в чемпионате России 7 августа в домашнем матче 4-го тура против «Пари Нижний Новгород» (2:1), в котором вышел на замену на 85-й минуте вместо Артура Юсупова.
В феврале 2024 года был отдан в аренду в саратовский «Сокол» до конца сезона 23/24.

### Карьера в сборной
В 2015 году вызывался на сборы юношеской сборной Канады до 15 лет.